# Die schwarzen Teufel von El Alamein
Die schwarzen Teufel von El Alamein (Originaltitel: Sea of Sand) ist ein britischer Kriegsfilm von Guy Green aus dem Jahr 1958.

## Handlung
Nordafrika im Zweiten Weltkrieg: Eine britische Patrouille der Spezialeinheit Long Range Desert Group wird in das 400 Meilen entfernte Amara geschickt. Dort soll die Truppe Treibstofflager der deutschen Armee in die Luft jagen. Der Neuling Captain Williams, ein Minenexperte, kann sich nicht mit der legeren Art der übrigen Männer anfreunden. Mit dem Gruppenkommandeur Captain Cotton kommt er ebenfalls nicht zurecht.
Auf dem Weg nach Amara stoßen die Männer auf einen deutschen Panzer. Der Kampf kostet einige Mitglieder der Truppe das Leben. Nach weiteren Kämpfen mit den Deutschen erreichen sie Amara und können ihre Mission erfüllen. Auf dem Rückzug erleidet die Truppe jedoch schwere Verluste. Zudem wird das Funkgerät zerstört. Cotton, Williams und eine Handvoll Männer müssen nun zu Fuß durch die Wüste fliehen.
Die Truppe beobachtet eine britische und eine deutsche Patrouille. Beide Gegner wissen nichts voneinander. Williams opfert sich auf, indem der den deutschen Kommandowagen angreift und dadurch die Briten alarmiert. Die britische Patrouille kann die Deutschen in die Flucht schlagen und die übrig gebliebenen fünf Männer retten. Für die anstehende Schlacht um El Alamein können außerdem wichtige Informationen an die britischen Truppen geliefert werden.

## Hintergrund
Der Film wurde am 4. November 1958 in London uraufgeführt. In die deutschen Kinos kam er am 16. November 1962.
Gedreht wurde der Film in Libyen.

## Kritiken
Das Lexikon des internationalen Films über den Film: „Kameradschaft auf Leben und Tod feiert […] ihre kinoüblich-abenteuerlichen Triumphe.“ Variety bezeichnete den Film als nicht originelles, routiniertes Kriegsabenteuer mit exzellenter Action und einer strammen Regieführung.
Channel 4 hingegen war voll des Lobes. Der brillante Kriegsfilm sei zufriedenstellend. Green habe ein Händchen für Action und treibe Attenborough und seine Kollegen zu hervorragenden Darstellungen.

## Auszeichnungen
Der Film erhielt drei Nominierungen für den British Film Academy Award. Er wurde als Bester Film und als Bester britischer Film nominiert. Michael Craig erhielt eine Nominierung als Bester britischer Darsteller.